# Klaus Wucherer
Klaus Wucherer (* 9. Juli 1944 in Quakenbrück) ist ein deutscher Ingenieur und Manager. Er war bis Herbst 2007 Mitglied im Zentralvorstand der Siemens AG.

## Leben
Wucherer promovierte nach dem Studium der Elektrotechnik und des Maschinenbaus in eben jenen ingenieurwissenschaftlichen Disziplinen. 1970 begann er seine Tätigkeit bei Siemens in Bremen. Nach einigen Zwischenstationen wurde er 1983 Leiter der technischen Abteilung, Vertrieb Anlagen Siemens S.A. in São Paulo, Brasilien. 1986 übernahm er die Leitung mehrerer Siemens-Geschäftszweige in Erlangen und Nürnberg. Dort entwickelte er mit seinem Team eine neuartige NC-Steuerung, die einen Technologiesprung in der Steuerungstechnik darstellte. 1996 wurde Wucherer Mitglied des Bereichsvorstands Automatisierungstechnik in Nürnberg, 1999 Mitglied des Vorstands der Siemens AG und 2000 Mitglied des Zentralvorstands der Siemens AG. Dort war er für die Hauptbereiche Automation and Drives (A&D), Industrial Solutions and Services (I&S) und Siemens Transportation Systems (TS) verantwortlich. Wucherer schied im Herbst 2007/Frühjahr 2008 aus dem Siemens-Zentralvorstand im Zusammenhang der Siemens-Korruptionsaffäre aus und einigte sich im August 2009 auf eine Schadensersatzzahlung in Höhe von 500.000 Euro an Siemens.
Von Februar 2010 bis Februar 2011 amtierte er als Aufsichtsratsvorsitzender des Chipherstellers Infineon. Er gehörte dem Gremium bereits seit 1999 an; die Wahl war wegen der Siemens-Affäre umstritten.
Ferner war oder ist er Mitglied folgender Aufsichtsräte:
- Festo AG & Co. KG, Esslingen (Automatisierungstechnik), ab 2012
- SAP AG, Walldorf (Softwarekonzern), ab 2007[8]
- Leoni AG, Nürnberg (Kabelhersteller)[5]
- HEITEC AG, Erlangen (Systemanbieter für Industrielösungen)
- Dürr AG, Bietigheim-Bissingen (Automobilzulieferer)
- Deutsche Messe AG, Hannover (Messegesellschaft), 2001 bis 2008

## Ehrenämter
- Von 2003 bis 2004 war Wucherer Präsident des VDE[9] und bis 2010 dessen stellvertretender Präsident. 2010 wurde er VDE-Ehrenmitglied.
- Er ist Mitglied im Hochschulrat der Universität Erlangen-Nürnberg.[10]
- Er ist Honorarprofessor an der TU Chemnitz[11] und der HS Osnabrück[12] sowie verschiedenen ausländischen Universitäten.
- Im Oktober 2009 wurde Wucherer zum Präsidenten der International Electrotechnical Commission (IEC)[13] gewählt.

## Auszeichnungen
- 2002: Vizeeuropameister der Seniorenleichtathleten über 400 m Hürden in der Altersklasse M 55, XIII. Senioren-EM in Potsdam[14], Deutscher Seniorenmeister 2014 der Leichtathleten-Altersklasse M 70 über 100 m, 200 m, 400 m, 80 m Hürden, 300 m Hürden.[15]
- 2004: Ehrendoktorwürde in Ingenieurwissenschaften der Technischen Fakultät der Universität Erlangen-Nürnberg.[16][17]
- 2010: Sächsischer Verdienstorden[18]
- Mitglied der Deutschen Akademie der Technikwissenschaften (Acatech)

## Schriften
- Beitrag zur Gestaltung offener industrieller Automatisierungssysteme, Dissertation, Chemnitz 1998